# 개미 (소설)
《개미》(프랑스어: Les Fourmis)는 프랑스의 작가 베르나르 베르베르의 등단작이자 가장 유명한 작품이다. 베르베르는 어렸을때부터 개미를 유심히 관찰하고 어른이 되어서는 아프리카로 가 개미를 연구, 자신의 PC를 이용해 120번에 가까운 개작을 해서 1991년 탈고했다.

## 책의 배경
'우리의 삶이 거대한 존재에게 관찰되고 있다면?'. '거대한 존재가 만약 초보신이나 어린아이라면?' 등등의 질문으로 8살 베르나르 베르베르가 쓴 이야기가 소설 '개미'의 시작이 되었던 것이다.

## 등장인물

### 인간

#### 1부 등장인물
- 에드몽 웰즈

상대적이며 절대적인 지식의 백과사전을 쓴 저자로, 이 소설의 이야기 전개에 있어서 발단이 된다.
- 조나탕 웰즈

삼촌이 남긴 비밀을 찾아 물려받은 집 지하실로 내려가고, 실종된다.
- 뤼시 웰즈
- 오귀스타 웰즈
- 맥스

#### 2부 등장인물
- 자크 멜리에스
- 라미레 부부

#### 3부 등장인물
- 쥘리 팽송
- 다윗과 일곱 난쟁이
- 막시밀리앵 리나르

### 개미
- 327호 수개미

56호 공주개미, 103683호 병정개미와 함께 왕국에 도사리는 위험의 비밀을 찾기 위해 노력하지만, 그 비밀을 숨기려는 두 개미에 의해 저지당하고 죽게된다.
- 56호 공주개미
- 벨로키우키우니 여왕
- 103683호 병정개미
- 4000호

## 줄거리
전체적인 스토리 구성은 개미의 이야기와 인간의 이야기가 교차로 나타나는 구성이다. 1부 '개미'에 이어 2부 '개미의 날', 3부 '개미의 혁명'으로 이어진다.
책의 배경이 되는 시기는 21세기 초(베르베르가 책을 쓴 시기와 비교하면 가까운 미래)이다. 조나탕 웰즈는 최근 사망한 삼촌으로부터 집 한 채와 메시지를 상속받게 된다. 삼촌의 삶과 신비로운 활동을 조사하기 시작한 그는 집 지하실로 내려가기로 결심한 후 지하실에 매료되어 그 비밀을 찾아 떠난 후 돌아오지 않는다. 가족과 다른 사람들은 그를 찾기 위해 지하실로 내려가지만 역시 돌아오지 않는다. 개미는 수컷으로, 먹이를 찾는 탐험대가 하늘에서 내려오는 이상한 무기에 의해 한 번에 파괴되자, 그는 다른 개미 종의 식민지가 비밀 무기로 그들을 공격했다고 의심하고 여왕과 만나 재앙을 조사하기 위해 다른 개미들을 모으려고 시도한다. 그러나 그는 이 정보를 숨기고 싶어하는 것처럼 보이는 같은 식민지 내의 다른 개미의 방해를 받게 된다 . 줄거리가 전개되면서 인간과 개미는 새로운 미스터리를 마주하고 서로 다른 개미 종 간의 전쟁을 포함한 여러 흥미롭고 긴장감 넘치는 사건들이 전개된다. 103호 (103683호의 줄임말)와 여왕개미는 자신을 죽이려는 자들을 피해 벗어나 왕국을 만들고, 세계에 대한 사고 확장과 함께 인간을 죽이기 위해 원정군을 파병한다. 한편, 지하세계에 있던 인간들은 여왕개미와 대화가 단절되자, 식량을 공급받지 못한다. 니콜라는 로제타석이 개미들에게 해악이 될 수 있다는 사실에 로제타석을 부서버린다. 쥘리는 개미를 위한 새로운 세상을 만들기 위해 그룹 '개미들'을 창설하고 새 세상을 위해 고등학교를 점거한다. 손가락 혁명을 주도한 일개미는 경찰들에게 발각되어 죽음을 맞이한다. 힌편, 에드몽 웰즈를 죽인 범인은 개미를 보호하기 위한 명분이었던 한 노부부의 소행이었던 것이었고, 혁명 이후 쥘리는 후에 있을 새로운 혁명을 기대하며 백과사전을 원래 자리에 가져다 두었다.

## 주제
베르나르 베르베르는 소설을 통해 동물의 시선에서 본 인간들의 세상이 얼마나 한심한가를 그리고, 그를 통해서 인류 평화와 생명 연대의 중요성을 보여주고자 하였다.

## 평가
- '개미'는 프랑스 작가 베르나르 베르베르 베르베르의 책으로 첫 출판 당시 한국인에게 미지의 영역이었기에 저작권 구매에 나서려는 출판사가 없었지만, 표지에 이끌려 한 출판사가 출판하였다. 당시 번역을 맡았던 이세욱씨는 소설 '개미'의 추리 소설적 구성과 책의 과학적 지식이 우수하다고 평가하였고, '개미'가 베스트셀러가 된 후, 그 역시 유명 번역가 반열에 올랐다.[3]
- 캐서린 밀스는 SF 사이트에서 이 책을 평가한 바 있다. "이 책은 에드몽 삼촌 백과사전에서 발췌한 내용으로, 개미의 문화를 인간의 시각에서 묘사한 장치로, 일상 생활의 친밀한 모습과 결합하여 인간 과학적 관찰의 피상성을 보여준다." 그녀는 또한 이렇게 평가했다. "책의 마지막에 남은 진짜 질문은 다음과 같다. 인간은 정말로 다른 종과 소통할 준비가 되어 있는가? 그리고 더 무서운 것은, 우리의 노력이 다른 종들의 관심을 끌었을 때 어떻게 될지, 이 소설을 읽고 숙고해라."[4]

## 소품
소품으로〈로제타석〉이 등장한다. 페르몬을 내뿜어 개미와 인간 사이의 대화가 오갈 수 있게 한다. 등장인물인 에드몽 웰즈가 개발하였다.

## 여담
소설의 '마냥개미'는 아프리카 지역에 널리 서식하는 장님개미를 일컫는 것인데, 베르베르는 한때 이 장님개미를 연구하러 아프리카에 갔다가 물려 죽을 뻔했다. 다만, 마냥개미를 군대개미와 혼동하는 경우가 있는데 군대개미는 북미, 남미, 아프리카, 오스트레일리아, 아시아 등 열대와 아열대 지역 대부분에 서식하는 종이다.

## 같이 보기
- 베르나르 베르베르
- 개미 삼부작의 등장인물